# Wysoki Stoczek
Wysoki Stoczek – osiedle o funkcji mieszkaniowo-przemysłowej w północno-zachodniej części Białegostoku.

## Obiekty i tereny zielone na terenie dzielnicy
- Kościół parafialny pw. Zmartwychwstania Pańskiego
- Kościół Wszystkich Świętych i cmentarz katolicki św. Rocha
- Domek Napoleona – zabytek, dawna rogatka celna, obecnie budynek nie jest użytkowany
- Pomnik Obrońców Białegostoku 1939 r.
- Cerkiew Świętego Ducha, ul. Antoniuk Fabryczny 13
- Miejskiego Ośrodka Pomocy Rodzinie filia nr 8, ul. Swobodna 24
- Dom Handlowy Pik

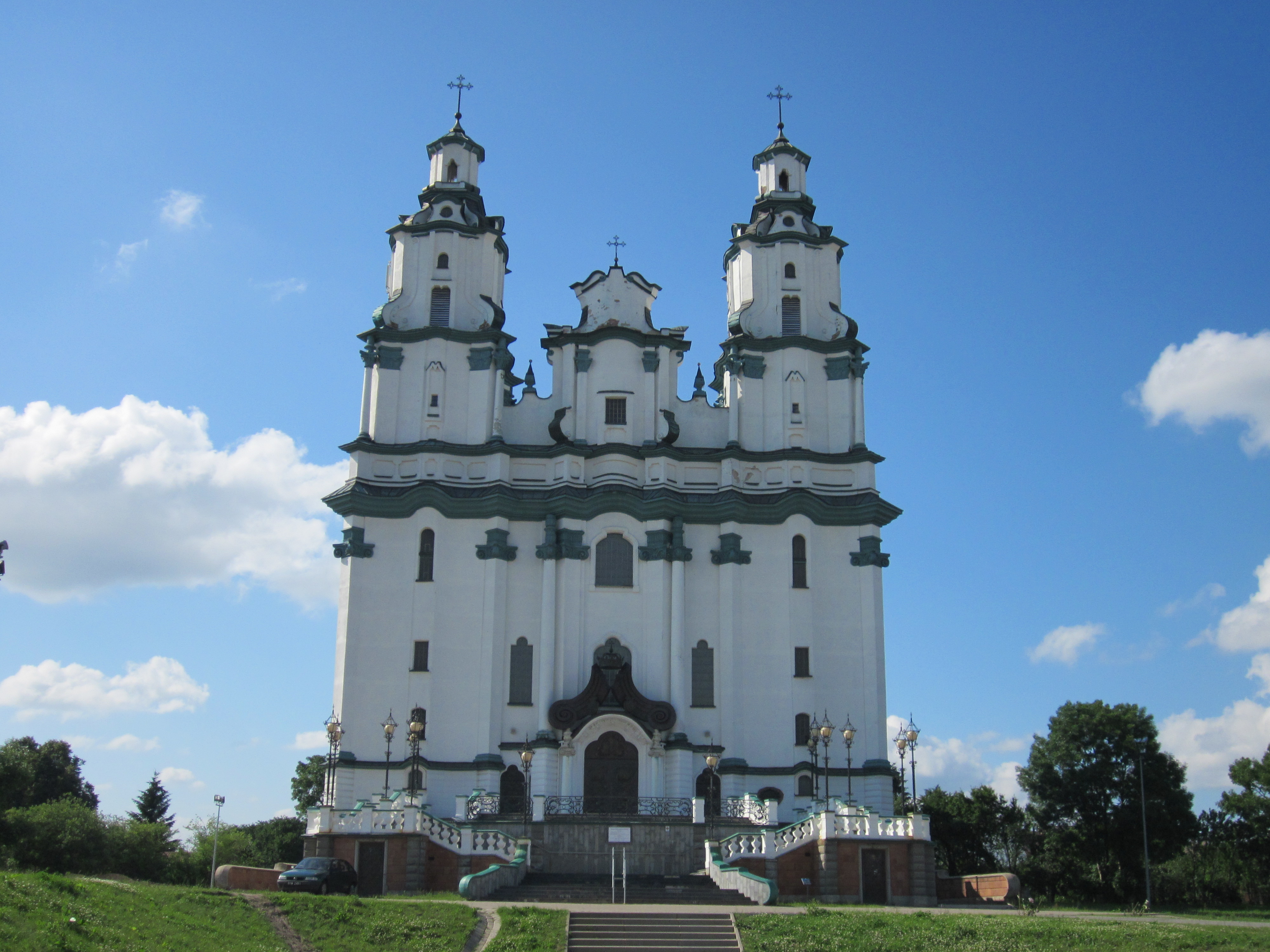
Kościół Zmartwychwstania Pańskiego
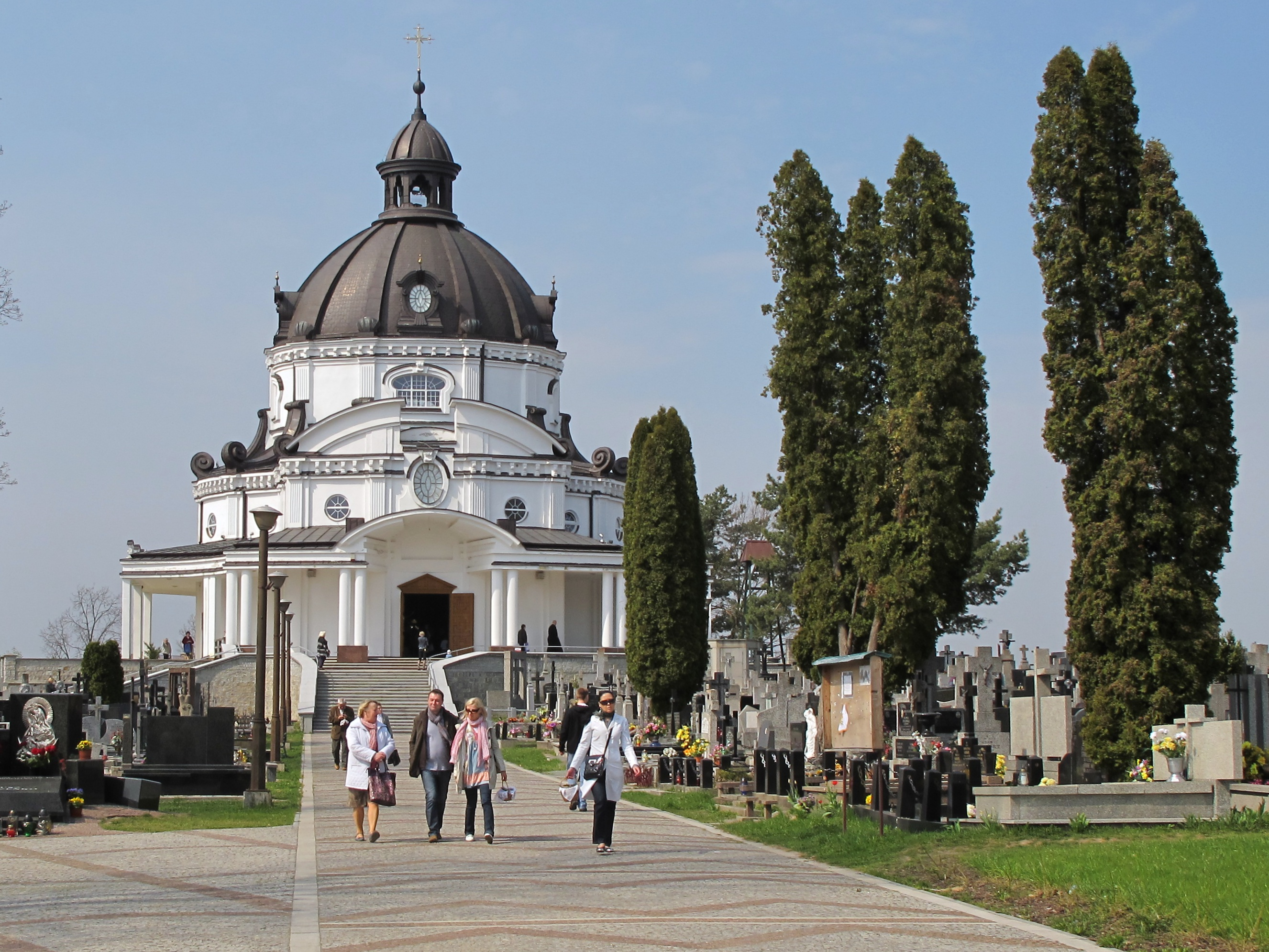
Kościół Wszystkich Świętych i cmentarz św. Rocha
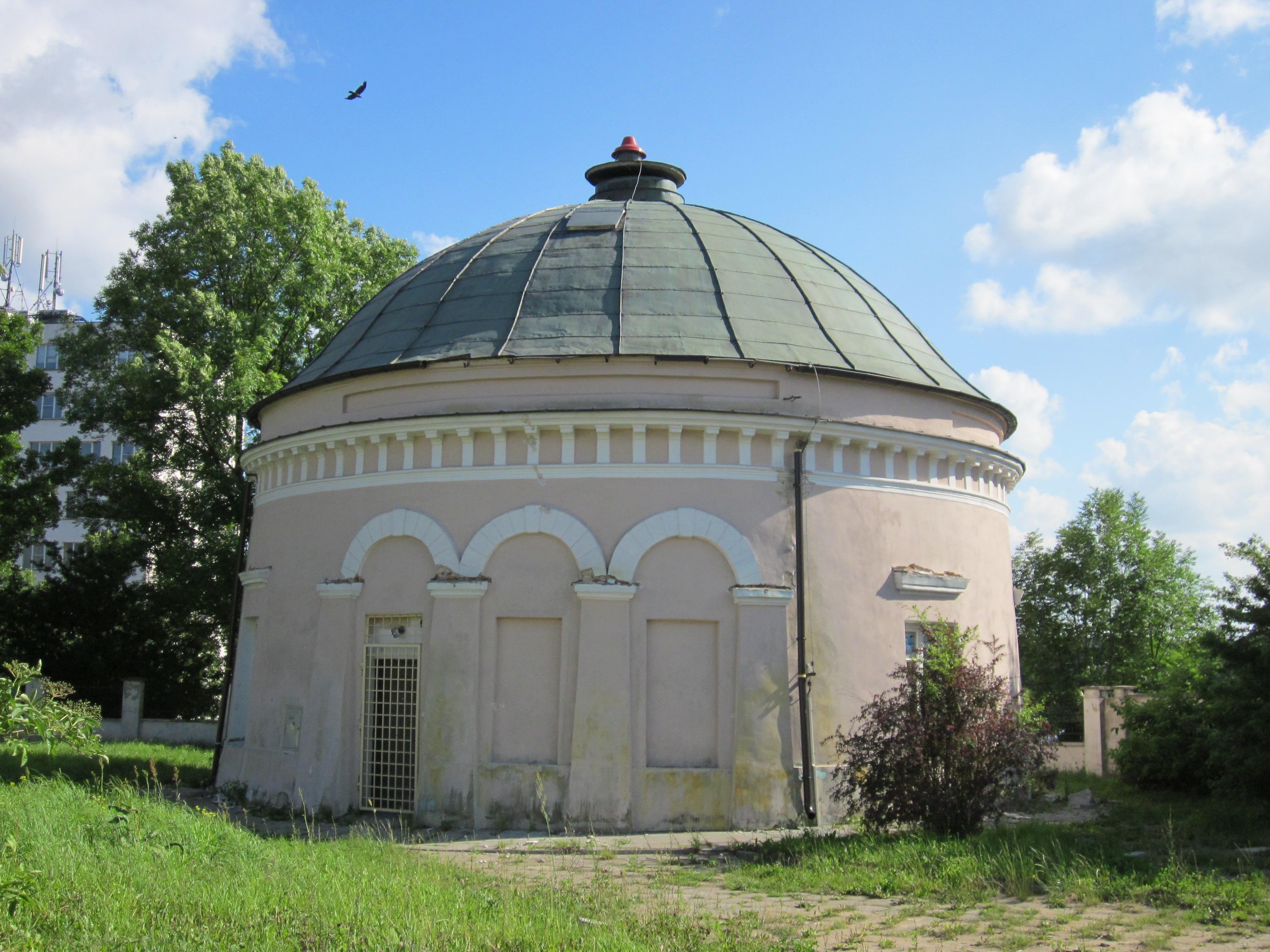
Domek Napoleona
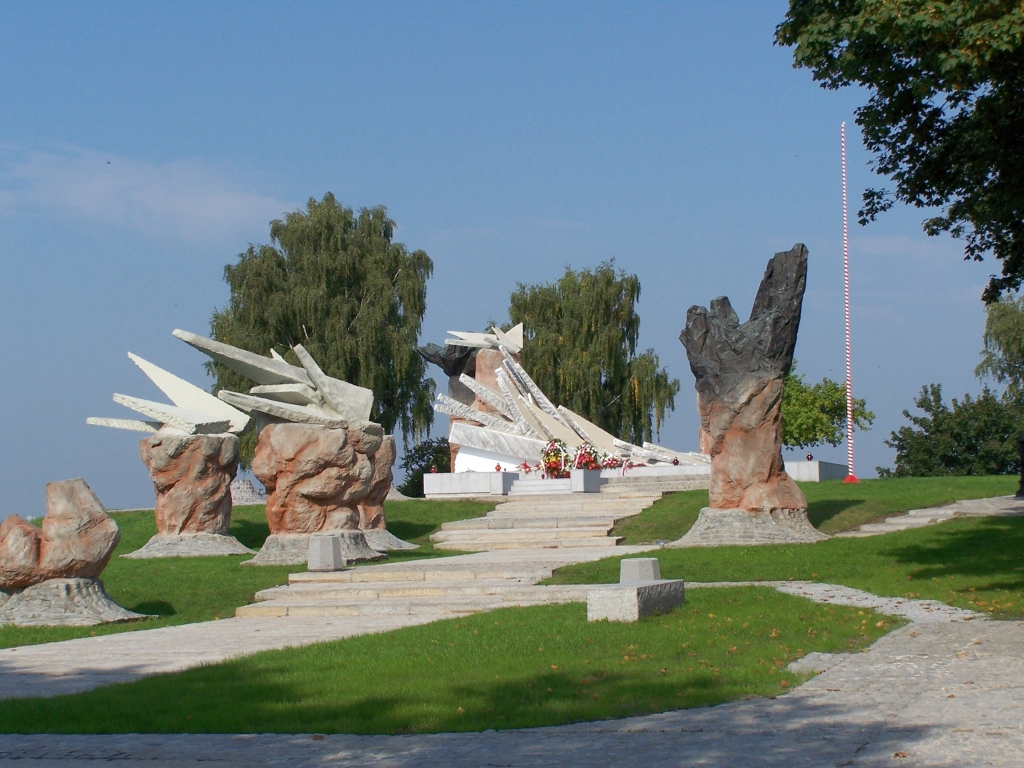
Pomnik Obrońców Białegostoku 1939 r.

## Placówki edukacyjne
- Szkoła Podstawowa nr 17 Specjalna
- Szkoła Podstawowa nr 24
- Szkoła Podstawowa nr 45 im. Jana Pawła II
- Zespół Szkół Ogólnokształcących i Technicznych

## Opis granic osiedla

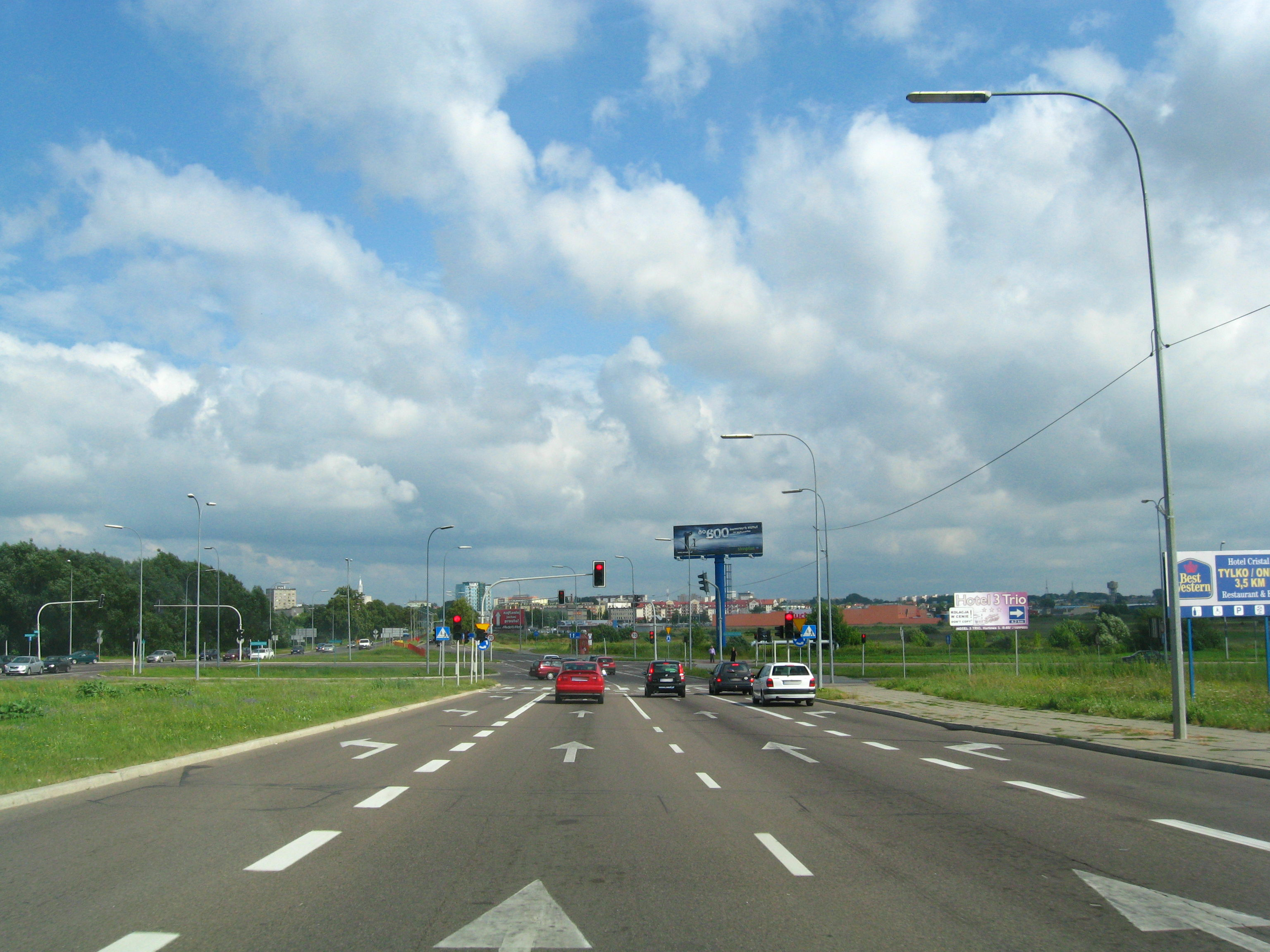
Aleja Jana Pawła II

Od rzeki Białej na wysokości ul. Szerokiej ulicą Antoniuk Fabryczny do rzeki Białej za ul. Cedrową, wzdłuż rzeki Białej do alei Jana Pawła II, aleją Jana Pawła II do rzeki Białej za ul. Wysoki Stoczek, rzeką Białą do ul. Antoniuk Fabryczny.

## Ulice i place znajdujące się w granicach osiedla
Al. Jana Pawła II – parzyste 58–78, Antoniuk Fabryczny – nieparzyste, Blokowa, Budowlana, Bystra, Długa, Dworska, Działkowa, Dziecinna, Fiedorowicza Konrada, Gromadzka, Kołłątaja Hugona – nieparzyste 7–19, parzyste, ks. Abp Romualda Jałbrzykowskiego, Łagodna, Najmilsza, Ogrodniczki, Pochyła, Pomiarowa, Przycmentarna, Rzemieślnicza, Scaleniowa, Stok, Studzienna, Swobodna, Szeroka, Wysoki Stoczek.